# محيي الدين مالا
محيي الدين مالا هي قصيدة مدح لمحيي الدين عبد القادر الجيلاني من ألحان الشاعر خازي محمد من قاليقوط قبل أربعة قرون. احتفلت مسلمو ولاية كيرالا العام الماضي بإكمال القرن الرابع الميلادي تحت إشراف الإدارة الثقافية.
وخلف الجيلاني السلسلة الروحية للجنيد البغدادي. وقد أكسبته مساهمته في الفكر في العالم الإسلامي لقب محيي الدين، حيث قام هو وطلابه وزملاؤه بوضع الأساس للمجتمع الذي أنتج فيما بعد أبطالًا مثل نور الدين وصلاح الدين. يُعتقد عمومًا أن طريقته الصوفية التي سميت باسمه هي واحدة من أكثر الطرق الصوفية شعبية في العالم الإسلامي.

## شعبية محي الدين مالا
لقد كان المسلمون الصوفيون يقدسون هذه الآيات تقليديًّا. ويتم حفظ القصيدة وإلقائها في الجماعات. يعتقد بعض الصوفيين أن دعاء مالا يمكن أن يشفي الأمراض ويطهر القلوب إذا تم تلاوته بالحب والإخلاص.

## معلومات عن مالات
يعود الفضل الوحيد في "محي الدين مالا" إلى القاضي محمد من كوزيكود، وهو مكان يقع في أقصى جنوب الهند. ويعترف القاضي محمد نفسه بأنه اعتمد على كتاب "بهجة الأسرار ومعدن الأنوار" الذي ألفه الشيخ أبو الحسن الشتانوفي (ت 713هـ).
قام الباحث الأمريكي كيلي سوتون بترجمة قصيدة "موهيودهين مالا" بالكامل إلى اللغة الإنجليزية في شكل شعر. وهي حاليا زميلة بحثية في جامعة تكساس تحاول ترجمة المزيد من النصوص العربية المالايالامية إلى الإنجليزية. ومن أفضل التفسيرات لهذه النصوص ما قدمه الدكتور ياسر عرفات، المؤرخ بجامعة دلهي. نُشرت أعماله في كتاب جمال أحمد (محرر)، "وقائع مؤتمر التراث الإسلامي"، دار النشر الإسلامية، كاليكوت، 2015. عنوان العمل هو "محي الدين معلا إنا براتيرودا ساهيتيام" (محي الدين معلا: كنص مقاومة). http://muslimheritage.in/innermore.php?arid=143 . نُشرت نسخة سابقة من هذا العمل بعنوان "محي الدين معلا: التاريخ والسياسة والمقاومة" في مجلة بودهانام الفصلية، المجلد 15 (13)، كاليكوت، الهند.

## طالع أيضًا
- قصيدة البردة

## روابط خارجية
- http://www.al-baz.com/shaikhabdalqadir/ نسخة محفوظة 2014-12-16 على موقع واي باك مشين.
- http://muslimheritage.in/innermore.php?arid=143